# محمدعلی مفرح
محمدعلی مفرح (زادهٔ ۱۲۹۴ در تهران، درگذشته۱۳۶۱  در تهران) بنیانگذار بانک صادرات ایران است.

## زندگی‌نامه
محمدعلی مفرح در نهم آبان ماه سال ۱۲۹۵‏ در تهران متولد شد. دوران ابتدائی و متوسطه را در تهران گذراند. در اواسط دوره متوسطه به اصرار پدرش مدتی ترک تحصیل کرد و در املاک پدر (قریه یاخچی‌ آباد در جنوب تهران) به کشاورزی و دامداری مشغول شد و به همین دلیل گرفتن دیپلم به تأخیر افتاد. بعد از دیپلم به دانشکده افسری رفت درآنجا با گروهی از افسران بر ضد رضا شاه همکاری کرد. بعد از شهریور ۱۳۲۰ با تعدادی از افسران و دوستان دیگر خود گروهی به نام کار تشکیل می‌دهد.
محمد علی مفرح بعد از دانشکده افسری و جدائی از پدر در اوایل دهه بیست به خدمت وزارت دارائی درآمد و در ضمن به کارهای اجتماعی ادامه می‌داد و کارهایی از قبیل تشکیل کانون‌های کارآموزی، اجرای طرح جیره‌بندی و کارهای دیگری از این قبیل حاصل آن دوران است.
در اواسط سالهای بیست برای ادامه تحصیل به هنر‌سرای عالی (دانشگاه علم و صنعت فعلی) رفت و در رشته ماشین‌های نساجی مشغول به تحصیل شد.

## بانکداری
مفرح در سال ۱۳۲۸ با همکاری تعدادی از اعضای گروه کار بانک بازرگانی ایران را تأسیس کرد. این همکاری بعد از مدتی بخاطر مسائل سیاسی ادامه نیافت و مفرح با جمعی از دوستان و باقی ماندهٔ گروه کار در آبان سال ۱۳۳۱ بانک صادرات و معادن ایران را با سرمایهٔ دو میلیون تومان به صورت اعتباری و سه هزار پانصد تومان به صورت قرضی در بالاخانه‌ای در تکیه دولت روبروی بانک ملی ایران تأسیس کرد. مفرح از آقای ادوارد ژوزف که در آن زمان از کارشناسان بانکی خوشنام بود برای مدیریت عامل بانک دعوت کرد. ادوارد ژوزف حدود دو سال مدیر عامل بانک صادرات و معادن ایران بود.
بعد از ژوزف، مفرح به عنوان مدیر عامل انتخاب و تا اواخر ۱۳۵۶ در این سمت باقی بود. در همین سال از سمت خود کناره‌گیری کرد و در خرداد ۱۳۵۷ به‌طورکلی از بانک استعفاء کرد.

## آمار بانک صادرات در مدت مدیریت محمدعلی مفرح
- تعداد شعب از یک شعبه در سال ۱۳۳۱، به پانصد شعبه در سال ۱۳۴۰ و در سال ۱۳۵۰ به سه هزار و در سال ۱۳۵۷ به سه هزار و پانصد شعبه بالغ شد.
- تعداد شعب خارج از کشور: حدود ۶۰ شعبه که بیشتر آن‌ها در کشورهای حاشیه خلیج فارس و بقیه در لبنان، مصر، یونان، آلمان، فرانسه، انگلستان و آمریکا ایجاد شد.
- در سال ۶–۱۹۷۵ میلادی بانک صادرات ایران در ردیف یکی از صد بانک برتر جهان قرار گرفت.
- اوایل سال‌های چهل تمامی سهام بانک بین کارمندان تقسیم شد.
- در اواخر ۱۳۵۶ تعداد پرونده‌های اعتباری بانک به ۸۵۰ میلیون فقره می‌رسید.

## زندگی شخصی
مفرح در اواسط دههٔ ۲۰ با مهین‌بانو حاج‌سیدحسن‌تهرانی ازدواج کرد. او پنج فرزند داشت دو دختر و سه پسر به اسامی: شهین، ابوالقاسم، شهناز، ناصر (در سال ۱۳۷۰ بعلت عارضه قلبی در گذشت) و منصور مفرح.

## درگذشت
مفرح در صبح روز جمعه ۲۲ مهرماه ۱۳۶۱ بر اثر یک سکته قلبی درگذشت و در بهشت زهرای تهران به خاک سپرده شد.